# Сорбола (Бриндизи)
Сорбола (итал. Sorbola) је насеље у Италији у округу Бриндизи, региону Апулија.
Према процени из 2011. у насељу је живело 60 становника. Насеље се налази на надморској висини од 206 м.